# Dreiländereck Bergbahnen
Dreiländereck est une station de ski de taille moyenne, située dans le sud du Land de Carinthie en Autriche.
À quelques mètres de dénivelé du sommet du domaine, au sommet du mont Ofen (en slovène: Peč), se trouve le point de rencontre de 3 pays (en allemand : drei Länder), point de rencontre également de trois groupes linguistiques - germanique (Autriche), slave (Slovénie) et latin (Italie).

## Domaine skiable
Le domaine skiable a été implanté sur les hauteurs de la commune de Arnoldstein. Il est situé sur le territoire autrichien, à quelques distances du tripoint marquant la rencontre avec les territoires italien et slovène (46° 31′ 23″ N, 13° 42′ 51″ E) : des panneaux délimitent la frontière, à quelques mètres à peine de plusieurs téléskis.
Le domaine est desservi depuis la vallée par le télésiège 3 places débrayable 3-Länder-JET, dont la station de départ est située directement au niveau du parking. Cette remontée mécanique est rapide et dotée d'une bulle de protection utile pour se protéger du froid. Le dénivelé total offert par la piste de retour en vallée est intéressant (près de 850 m au total), d'autant plus en comparaison avec les autres pistes - courtes et peu variées - situées sur les deux hauteurs du domaine. La transition entre les deux points culminants, le Hahnenwipfel (1 552 m) et le Dreiländereck lui-même (1 500 m) s'effectue au soleil, au moyen de trois téléskis pour enfants lents et qui s'arrêtent souvent. Un petit halfpipe a été aménagé au niveau du téléski Taubenkogel West, qui est de fait délaissé quand la neige vient à manquer.
75 % des pistes peuvent être enneigées par des canons à neige, c'est-à-dire partout sauf sur le secteur oriental, desservi par le téléski Hahnenwipfel, et à l'ouest, desservi par le téléski Stole, qui sont en neige naturelle uniquement.
Depuis le domaine, une vue est permise sur le mont Dobratsch, ainsi que – difficilement - sur les stations italienne de Tarvisio et slovène de Kranjska Gora voisines.
Une piste de luge de 8,4 km de long part du sommet pour rejoindre la vallée.
La station gère deux téléskis supplémentaires situés à quelques km du domaine, le Hrastilift à Feistritz Gail et le Ammanlift à Heiligengeist bei Villach.
La station est membre des regroupements de stations TopSkiPass Kärnten & Osttirol, Senza Confini et Alpe-Adria Schipass.
Les forfaits de plus d'un jour sont également valables dans la station de Verditz.